# Siricije
Siricije, papa od 17. prosinca 384. do 26. studenog 399.

## Životopis
Rođen je u Rimu, 334. godine od oca Tiburtiusa. Za vrijeme pontifikata, odnosno 385., zabranio je ponovno krštenje arijanaca koji su bili otpali. Također je zabranio i ređenje biskupa bez papinog dopuštenja. 390. godine posvećuje obnovljenu i povećanu baziliku Svetog Pavala izvan zidina u Rimu. Bio je prvi papa koji je ponio titulu Pontifex Maximus, nakon što je se odrekao rimski car Gracijan. Slavi se kao svetac, a spomendan mu je 26. studenog